# Tramwaje w Thun/Interlaken
Tramwaje w Thun/Interlaken − zlikwidowany system komunikacji tramwajowej w szwajcarskich miastach: Steffisburg, Thun, Beatenbucht i Interlaken, działający w latach 1913–1958.

## Historia
Powodem wybudowania tramwajów w okolicy Thun była potrzeba skomunikowania ze sobą miejscowości leżących na prawym brzegu jeziora Thun (podobnie jak miejscowości leżące na lewym brzegu jeziora, które to miały zapewnioną komunikację poprzez linię kolejową). 11 grudnia 1911 powstała spółka "Elektrische Bahn Steffisburg-Thun-Interlaken" (STI), która miała wybudować i eksploatować tramwaje pomiędzy Steffisburg a Interlaken. Pierwszy fragment linii Steffisburg – Thun – Oberhofen otwarto 10 października 1913. Kolejny fragment z Oberhofen do Beatenbucht otwarto 24 grudnia 1913. Ostatni fragment linii z Beatenbucht do Interlaken otwarto 20 czerwca 1914. We wrześniu 1939 zapadła decyzja o likwidacji ostatniego fragmentu linii od Interlaken do Beatenbucht. Przewozy na tej części trasy zawieszono 18 grudnia 1939 i zastąpiono autobusami. Po wojnie linię likwidowano etapami:
- 31 stycznia 1952 Merligen – Beatenbucht
- 6 kwietnia 1952 Gunten – Merligen

Ostatni fragment linii z Thun do Steffisburg zlikwidowano 31 maja 1958. Na odcinku Thun – Beatenbucht linię tramwajową zastąpiono linią trolejbusową. Zajezdnia tramwajowa mieściła się w Thun.

## Linia
W Thun działała jedna linia tramwajowa:
- Steffisburg – Thun – Interlaken

## Tabor
Do obsługi linii posiadano 12 wagonów silnikowych i 10 wagonów doczepnych. Ilostan wagonów towarowych:
- 1 wagon silnikowy
- 9 wagonów doczepnych

Dane techniczne tramwajów silnikowych
| Typ    | Rok produkcji | Liczba egzemplarzy/numery | Długość | Waga   | Uwagi                    |
| ------ | ------------- | ------------------------- | ------- | ------ | ------------------------ |
| Ce 2/2 | 1913          | 7/3, 4, 6, 8, 10, 12, 14  | 9 m     | 12 ton | wagony silnikowe         |
| Be 2/2 | 1913          | /1, 2, 3-5, 6, 7          | 9 m     | 12 ton | wagony silnikowe         |
| Xe 2/4 | 1913          | 1/101                     | 8,3 m   | 13 ton | wagon silnikowy towarowy |

Dane techniczne wagonów doczepnych:
| Typ | Rok produkcji | Liczba egzemplarzy/numery    | Długość   | Waga    | Uwagi           |
| --- | ------------- | ---------------------------- | --------- | ------- | --------------- |
| C   | 1913, 1920    | 10/31, 32, 34, 41-43, 52-54, | 8,5−8,8 m | 5−7 ton | wagony doczepne |
| B2  | 1913, 1921    | 6/33, 35−39                  | 8,6−8,9 m | 7 ton   | wagony doczepne |
| FZ  | 1914          | 2/91, 92                     | 8 m       | 6 ton   | wagony doczepne |
| Z   | 1914          | 2/111, 112                   | 2,9 m     | 1 ton   | wagony doczepne |